# バショウ科
バショウ科(バショウか、Musaceae)は単子葉植物ショウガ目に属する。分布はショウガ科と似て熱帯を中心に分布するが比較的耐寒性は高いものもある。多くは高温多湿の環境に適応する。果実を野菜や果物として利用するバナナや、繊維作物として栽培されるバショウ、マニラアサを含む。

## 形態的特徴
バショウ科は葉鞘が発達し、茎のようになる（偽茎)。木本のように見えるが多年草である。ゴクラクチョウカ科（かつてはバショウ科に含めた）やショウガ科、カンナ科に似ている。

## 分類
バショウ科は以下の属を含む。
- エンセーテ属 Ensete  - チユウキンレン（ムセーラ属とする見解もある）
- バショウ属 Musa - バショウ、バナナ、マニラアサ
- ムセーラ属 Musella